# Geografia Peru

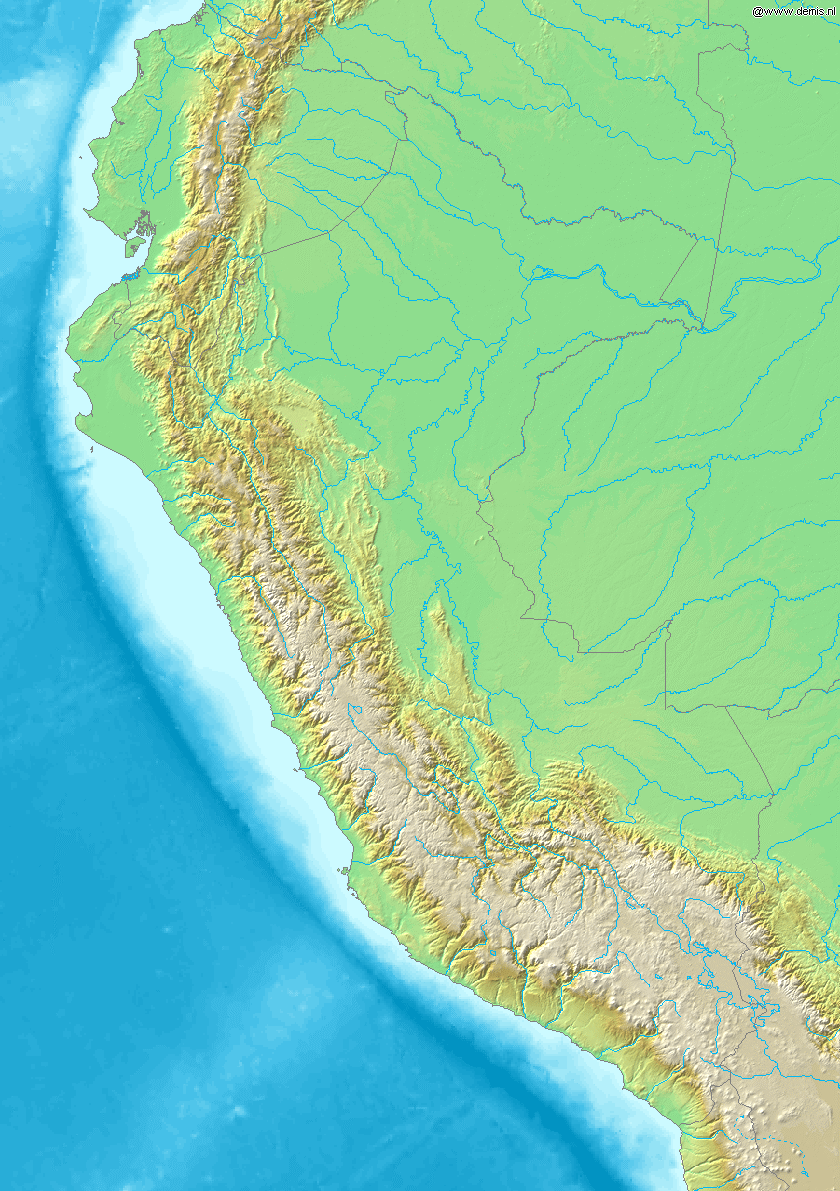
Mapa fizyczna Peru

Peru – duży kraj leżący w zachodniej części Ameryki Południowej, nad Oceanem Spokojnym. Państwo to cechuje się górzystym krajobrazem, przez który przebiega fragment Andów. Peru cechują: piętrowość klimatyczna i duża różnorodność roślinna. Peru znane z kultury Inków jest odwiedzane przez rzesze turystów z całego świata.

## Powierzchnia i granice
Powierzchnia – 1 285 216 km²
Skrajne punkty: północny 0°02'S, południowy 19°20'S, zachodni 81°10'W, wschodni 68°42'W. Rozciągłość południkowa wynosi około 2000 km, a równoleżnikowa około 1300 km. Przeciętna szerokość kraju wynosi 500 km.
Peru graniczy z następującymi państwami:

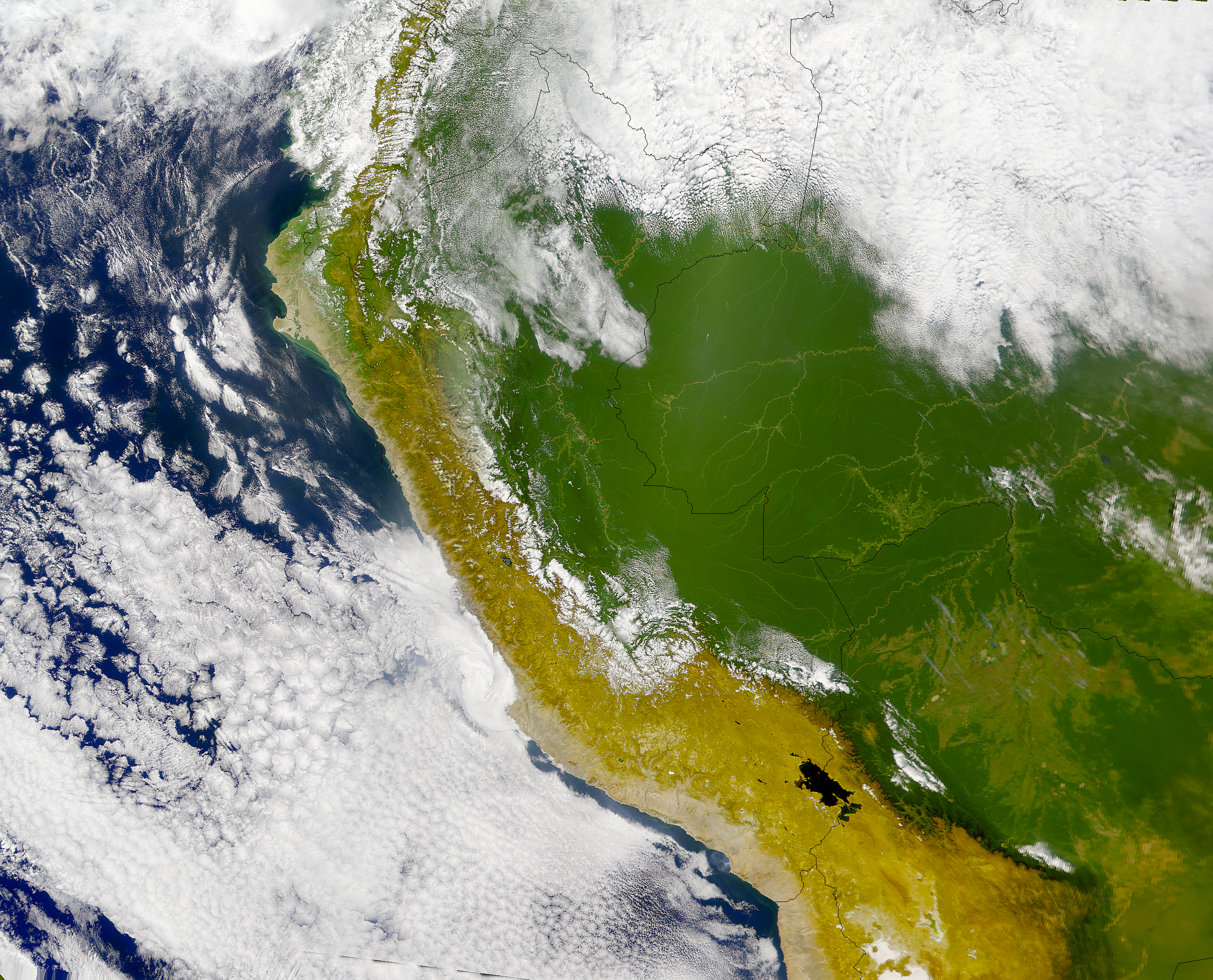
Peru widziane z kosmosu

- Ekwador 1420 km, nieuregulowana
- Kolumbia 1496 km
- Brazylia 1560 km
- Boliwia 900 km
- Chile 160 km

Linia brzegowa: 2414 km

## Ukształtowanie poziome
Linia brzegowa Peru jest słabo rozwinięta, jedyne większe zatoki znajdują się w północnej części wybrzeża. Są to: Bahia de Paita i Bahia de Sechura. Przeważa skaliste i wysokie wybrzeże, w niektórych miejscach Kordyliery schodzą wprost do oceanu. Jedynie północna część jest niska. Jedyny większy półwysep – Paracas, znajduje się w północnej części wybrzeża, tam też znajduje się odcinek wybrzeża o cechach zbliżonych do dalmatyńskiego.
W pobliżu wybrzeży Peru leży kilkadziesiąt wysepek. Są to m.in. Lobos de Tierra, Guañape czy Huauru.

Andy – Machu Picchu

## Budowa geologiczna
Peru leży na terenie dwóch jednostek tektonicznych jakimi są: młode góry fałdowe Andy i przedgórskie zapadlisko na skraju prekambryjskiej platformy południowoamerykańskiej. Północna część peruwiańskich Andów zalicza się do Andów Północnych, a ciągnąca się pasem na południe od 12° S – do Andów Środkowych, dla których charakterystyczne jest występowanie rozległych wysoko położonych płaskowyży, które pokrywają pokrywy lawowe. Skały Andów zawierają różne minerały, wśród których na uwagę zasługują duże złoża rud żelaza, a także miedzi i cynku. Miejscami występuje także złoto.
Regiony leżące na wschód od pasa Andów budują skały osadowe, które wypełniają przedgórskie zapadlisko. Podłoże zapadliska stanowią skały krystaliczne. Najmłodsze osady jakimi są czwartorzędowe aluwia, zostały naniesione przez rzeki spływające z Andów. Silna erozja gleb w Peru powoduje tworzenie się u podnóży Andów stożków napływowych, które są zbudowane ze żwirów. W regionie tym występują złoża ropy naftowej. Peru, a zwłaszcza region Costa i Andy, leży w obszarze sejsmicznym, występują tam katastrofalne trzęsienia ziemi. Ostatnie poważne trzęsienie ziemi miało miejsce w 1970 roku.

## Rzeźba
Na obszarze Peru wyróżnia się 3 duże regiony fizycznogeograficzne, są to: Costa, która obejmuje wybrzeże Peru, Sierra, obejmują pasma Andów i Amazonia zwana Montanią i Selvą.

### Costa
Costa obejmuje wąski (szerokość 50–70 km) pas lądu między Oceanem Spokojnym i Kordylierą Zachodnią Andów Peruwiańskich. W najdalej na północ wysuniętej części wybrzeża wyłania się pasmo Kordyliery Nadbrzeżnej – Cerros de la Brea, które osiąga do 1140 m n.p.m. Dalej na południe w regionie Costa rozciąga się równina, gdzie znajduje się pustynia Sechura. W środkowej części Costy charakterystyczne są tarasy morskie, które wznoszą się ku Andom. Nizinny pas nadbrzeżny Costy szeroki jest od kilku do 150 km. W południowej części wybrzeża obszary nizinne nie występują. Rejon ten ma górzysty charakter, gdzie nadbrzeżne pasma górskie przekraczają 1000 m n.p.m. Najwyższy szczyt tego regionu – Criterón wznosi się na 1725 m n.p.m.

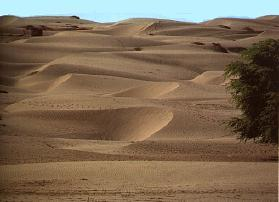
Pustynne tereny Costa – Sechura

### Sierra
Równolegle do wybrzeża ciągną się na szerokości 250–400 km pasma Andów: Kordyliera Zachodnia z najwyższym szczytem Peru – Huascaránem (6768 m n.p.m.), Kordyliera Środkowa i Kordyliera Wschodnia. Andy Peruwiańskie są silnie rozczłonkowane. Łańcuchy Kordylierów rozdzielają głębokie, podłużne doliny rzek (Marañón, Huallaga) oraz wysokie (ponad 4000 m n.p.m.) płaskowyże, zwane w Ameryce Południowej pod nazwą puna, ponad którymi wznoszą się czynne i wygasłe wulkany o średniej wysokości 5 000–6000 m n.p.m. Największy obszar zajmuje Kordyliera Zachodnia, która składa się z kilku płaskowyżów, nad którymi wznoszą się szczyty pasm górskich Kordyliery Białej, jak wymieniony wyżej szczyt Huascarán. Przy granicy z Boliwią leży płaskowyż Altiplano z tektonicznym jeziorem Titicaca. Zachodnia część Altiplano rozcięta jest głębokimi dolinami rzeki Apurimac. Pasma Andów Peruwiańskich są trudno dostępnym obszarem górskim, większość przełęczy leży na wysokości rzędu 4 800 – 5300 m n.p.m.

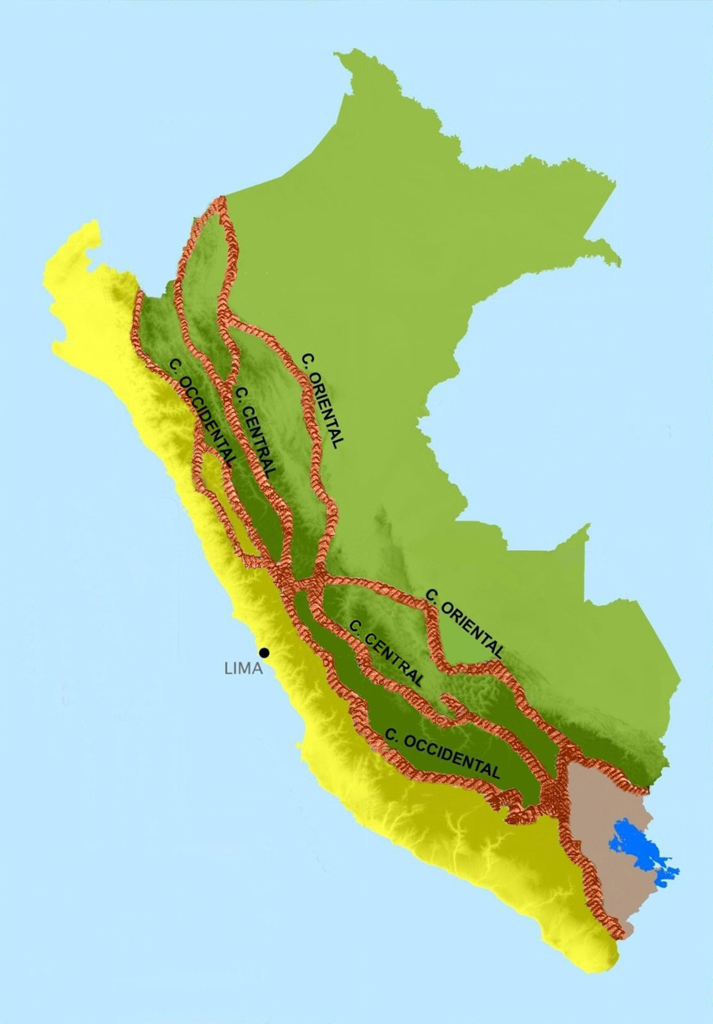
Systemy górskie Peru

#### Lista łańcuchów górskich
| System górski            | Łańcuch górski        | Rozciągłość południkowa | Rozciągłość równoleżnikowa | Długość [km]      | Najwyższy szczyt | Maksymalna wysokość [m] | Zlewnia                          | Region   |
| ------------------------ | --------------------- | ----------------------- | -------------------------- | ----------------- | ---------------- | ----------------------- | -------------------------------- | -------- |
|                          | Cordillera del Cóndor |                         |                            | 150               | brak nazwy       | 2950                    | Atlantyk                         | Amazonas |
| Kordyliera Zachodnia     |                       |                         |                            |                   |                  |                         |                                  |          |
| Cordillera Blanca        | 08°20' – 10°05' S     | 77°00' – 77°52' W       | 200                        | Huascarán         | 6768             | Pacyfik – Atlantyk      | Áncash                           |          |
| Cordillera Negra         | 08°40' – 10°07' S     | 77°17' – 78°01' W       | 125                        | Coñocranra        | 5185             | Pacyfik                 | Áncash                           |          |
| Cordillera Huallanca     | 09°52' – 10°03' S     | 76°58' – 77°04' W       | 19                         | Nevado Burro      | 5480             | Pacyfik – Atlantyk      | Áncash                           |          |
| Cordillera Huayhuash     | 10°11' – 10°27 'S     | 76°52' – 77°00' W       | 26                         | Yerupajá          | 6634             | Pacyfik – Atlantyk      | Áncash Huánuco Lima              |          |
| Cordillera Raura         | 10°20' – 10°32' S     | 76°41' – 76°50' W       | 25                         | Nevado Santa Rosa | 5706             | Pacyfik – Atlantyk      | Huánuco Lima Pasco               |          |
| Cordillera La Viuda      | 10°33' – 11°37' S     | 76°07' – 76°42' W       | 130                        | Rajuntay          | 5412             | Pacyfik – Atlantyk      | Junín Lima Pasco                 |          |
| Cordillera Yauyos        | 11°37' – 12°26' S     | 75°30' – 76°18' W       | 100                        | Ticlla            | 5897             | Pacyfik – Atlantyk      | Junín Lima                       |          |
| Cordillera Chonta        | 12°37' – 13°07' S     | 75°00' – 75°30' W       | 50                         | Nevado Palomo     | 5305             | Pacyfik – Atlantyk      | Huancavelica                     |          |
| Cordillera Huanzo        | 14°30' – 15°01' S     | 72°10' – 73°15' W       | 57                         | Huajrahuire       | 5445             | Pacyfik – Atlantyk      | Apurímac Arequipa Ayacucho Cusco |          |
| Cordillera Chila         | 15°15′ – 15°34′ S     | 71°38′ – 72°17′ W       | 80                         | Chila             | 5655             | Pacyfik – Atlantyk      | Arequipa                         |          |
| Cordillera Ampato        | 15°20′ – 15°53′ S     | 71°51' – 73°00' W       | 140                        | Coropuna          | 6425             | Pacyfik                 | Arequipa                         |          |
| Cordillera Volcánica     | 16°07′ – 16°36′ S     | 70°51′ – 71°34′ W       | 80                         | Chachani          | 6057             | Pacyfik                 | Arequipa Moquegua                |          |
| Cordillera Barroso       | 16°41′ – 17°37′ S     | 69°45′ – 70°40′ W       | 110                        | Tutupaca          | 5815             | Pacyfik – Titicaca      | Moquegua Tacna                   |          |
| Kordyliera Środkowa      |                       |                         |                            |                   |                  |                         |                                  |          |
| Cordillera Huaytapallana | 11°47′ – 11°57′ S     | 74°58′ – 75°05′ W       | 20                         | Huaytapallana     | 5557             | Atlantyk                | Junín                            |          |
| Cordillera Vilcabamba    | 13°05' – 13°27' S     | 71°52 – 72°26′ W        | 110                        | Salcantay         | 6271             | Atlantyk                | Cusco                            |          |
| Kordyliera Wschodnia     |                       |                         |                            |                   |                  |                         |                                  |          |
| Cordillera Huaguruncho   | 10°24′ – 10°35′ S     | 70°50′ – 76°01′ W       | 30                         | Huaguruncho       | 5723             | Atlantyk                | Huánuco Pasco                    |          |
| Cordillera Urubamba      | 13°08′ – 13°17′ S     | 71°52 – 72°26′ W        | 75                         | Sahuasiray        | 5818             | Atlantyk                | Cusco                            |          |
| Cordillera Vilcanota     | 13°27′ – 14°29′ S     | 71°52 – 72°26′ W        | 120                        | Ausangate         | 6372             | Atlantyk                | Cusco Puno                       |          |
| Cordillera Carabaya      | 13°50' – 14°22' S     | 69°38' – 70°30' W       | 95                         | Allincapac        | 5780             | Atlantyk – Titicaca     | Puno                             |          |
| Cordillera Apolobamba    | 14°30' – 14°45' S     | 69°13' – 69°34' W       | 35                         | Chaupi Orco       | 6040             | Atlantyk – Titicaca     | Puno                             |          |

### Amazonia
Amazonia obejmuje faliste, przedgórskie równiny u wschodniego podnóża Andów (Montania) i zachodnią część Niziny Amazonki (Selva). Region tej zajmuje ponad 60% powierzchni kraju. Przedgórza Andów opadają w kierunku wschodnim od 1500 do 500 m n.p.m. i określane są nazwą – Selva Alta. Nizina Amazonki ma równinny charakter i określana jest jako Selva Baja. Najwięcej obszarów nizinnych leży w północnej części Peru, w dolnych biegach rzek Marañon i Ukajali, które tworzą Amazonkę.

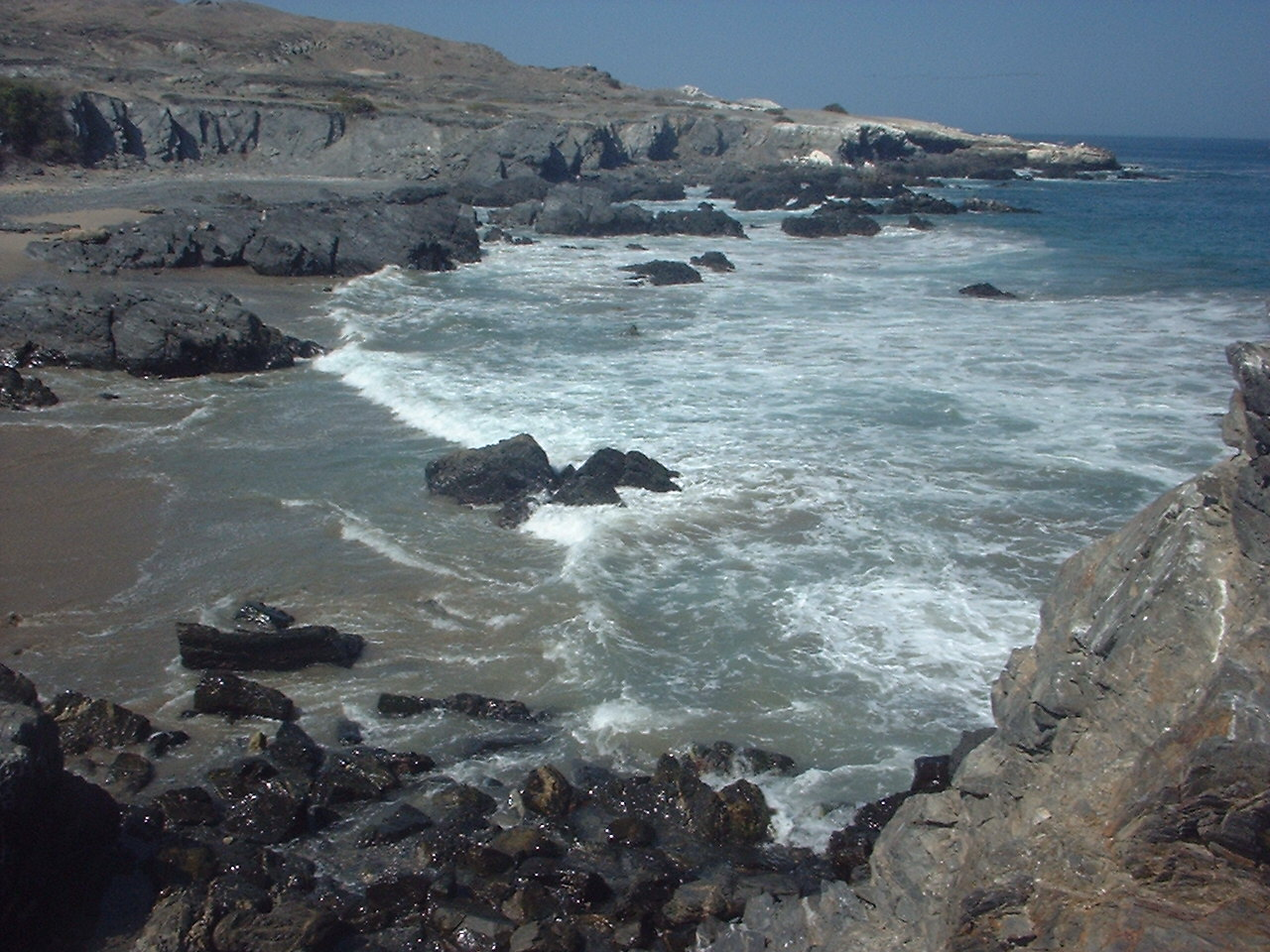
Peruwiańskie wybrzeże

## Klimat
Peru leży w strefie klimatu równikowego i podrównikowego, sam klimat tego kraju wybitnie zróżnicowany. Na wybrzeżu i zachodnich stokach Andów występuje klimat zwrotnikowy suchy i wybitnie suchy. Przyczyną tego jest wpływ zimnego Prądu Peruwiańskiego, który osusza powietrza. W Andach panuje klimat górski z wyraźną piętrowością klimatyczną. W Montanii panuje klimat równikowy wilgotny, charakterystyczny dla strefy deszczowych lasów Amazonii.

### Temperatury
W regionie Costa przebieg termiczny jest typowy dla klimatu zwrotnikowego. Przez cały rok średnie miesięczne temperatury wynoszą powyżej 15 °C. Zimą jedynie w krótkim okresie średnia dobowa temperatura może obniżyć się do 13 °C, generalnie zimą średnie wartości termiczne wynoszą około 15 °C. Wiosną i następnie latem średnia termiczna jest wyższa niż 20 °C, średnie temperatury latem wynoszą od 24 do 26 °C. Upały występują w głębi lądu, tam gdzie teren jest nizinny, czyli na północy kraju. Nad samym oceanem w wyniku działania Prądu Peruwiańskiego temperatury nie są zbyt wysokie. Cały obszar Costa, mimo iż leży nad oceanem, cechuje się dość dużymi amplitudami rocznymi od 10 °C ma północy do 15 °C. W Andach występuje piętrowość klimatyczna i temperatury obniżają się o 1 °C na każde 150 m. Na wysokościach ponad 2300 m n.p.m. panują typowe dla klimatu umiarkowanego temperatury rzędu 10–15 °C. Ponad 3500 m n.p.m. jest zimno, średnia roczna temperatura nie przekracza 5 °C. W górach występują wysokie dobowe wahania temperatur. Po wschodniej stronie Andów wraz ze spadkiem wysokości wrasta temperatura, obniża się także amplituda termiczna. Region Amazonii (Montania) charakteryzują temperatury typowe dla klimatu równikowego. Średnia dobowa temperatura wynosi w każdym miesiącu powyżej 20 °C. Średnie wartości wynoszą 25–27 °C.

## Opady
Opady są zróżnicowane ze względu na rzeźbę terenu (południkowy układ Andów), strefowość klimatyczną (klimat równikowy) i wpływ prądu morskiego.
Suche regiony w Peru występują w regionie Costa. Na południowym odcinku wybrzeża, średni opad wynosi około 10 mm rocznie i rośnie w kierunku północnym. Na północnym krańcu wybrzeża jest wilgotniej, opady wynoszą 500 mm rocznie. W Zachodniej i Środkowej Kordylierze opady nie są wysokie, szczególnie w kotlinach i płaskowyżach śródgórskich gdzie średnie wartości wynoszą około 500 mm rocznie. Na północy opady dochodzą do 1000 mm. Większe opady występują w Kordylierze Wschodniej, szczególne na dowietrznych stokach wschodnich, które są osłonięte od działania suchego Prądu Peruwiańskiego. Zbocza Andów opadające ku Nizinie Brazylijskiej wynoszą od 2000 do 3000 mm. Opady skupiają się w miesiącach letnich. Amazonia jest wilgotnym, tropikalnym regionem, gdzie opady wynoszą od 1800 do 3000 mm. Lokalnie opady są wyższe, a ich maksimum przypada na lato, choć na terenach Amazonii ogólnie pada przez cały rok, szczególnie na północy, gdzie nie występuje wyraźna pora sucha, jak na południu kraju. Na terenach górskich występują opady śniegu, a granica wiecznego śniegu w Andach Peruwiańskich przebiega na wysokości około 4000 m n.p.m.

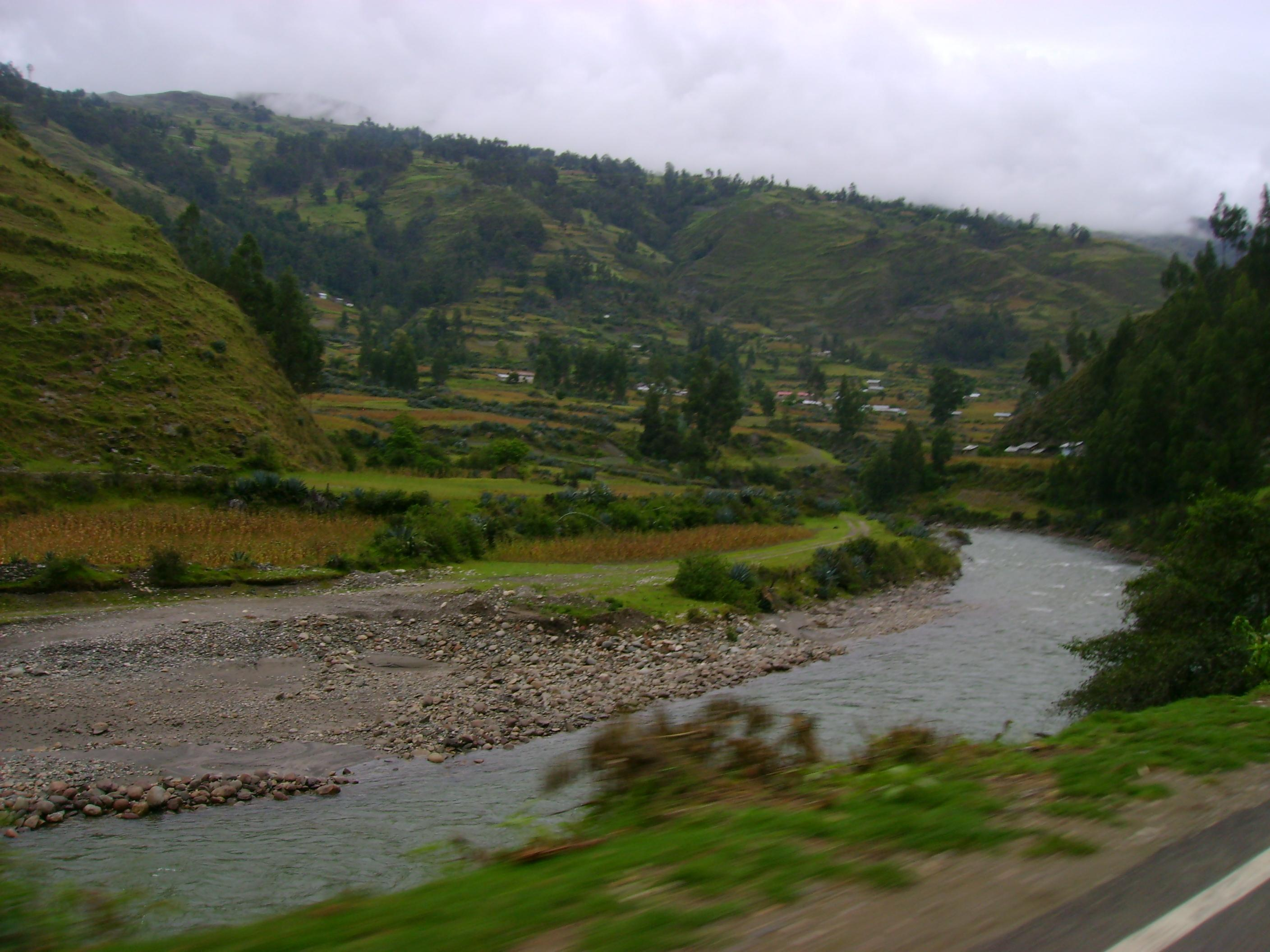
Rzeka Marañón

## Wody
Terytorium Peru należy do zlewisk 2 oceanów: Spokojnego i Atlantyckiego. Zlewisko Oceanu Spokojnego obejmuje wybrzeże i zachodnie stoki Andów. Obszar tego zlewiska odwadniany jest przez krótkie, w większości okresowe rzeki, wykorzystywane głównie do nawadniania. W kierunku Pacyfiku spływa 60 rzek, ale tylko 25 uchodzi do oceanu. Najdłuższe rzeki wybrzeża to: Tumbes, Piura, Santa i Rimac. Pozostała część Peru należy do zlewiska Oceanu Atlantyckiego i jest odwadniana przez źródłowe rzeki (Ukajali o długości 1928 km i Marañón o długości 1800 km) Amazonki oraz jej dopływy: Madeirę, Napo, Putumayo i inne. Obszary bezodpływowe obejmują bezpośrednie zlewisko jeziora Titicaca i zajmują południową część Altiplano.
W górach występują liczne jeziora polodowcowe, największym z nich jest Junin (Chinchaycocha), które ma 70 km długości i 18 km szerokości. W Andach Peruwiańskich występują liczne lodowce, największe – w Kordylierze Białej. Znajduje się tam lodowiec Hauscarán o długości 3,7 km i powierzchni 4,2 km².

## Gleby
W regionie Costa występują gleby pustynne, w wielu miejscach zasolone. Tereny wybrzeża na północy pokrywają młode gleby aluwialne, szczególnie w dolinach rzecznych. W Andach przeważają płytkie gleby górskie, które są słabo wykształcone, miejscami występują gleby stepowe. Tylko w dolinach rzecznych istnieją żyzne aluwia. Wschodnia, amazońska część kraju pokryta jest czerwono-żółtymi glebami laterytowymi, które są mało urodzajne. W sąsiedztwie rzek oprócz gleb laterytowych są również żyzne gleby aluwialne.

## Flora
Szata roślinna jest zróżnicowana i dobrze zachowana, około 54% powierzchni Peru zajmują lasy. W Amazonii rosną wilgotne lasy równikowe, zwane selva. Porastają one tereny do wysokości 500–700 m n.p.m. W lasach tych rosną cenne gatunki drzew do których należą: mahoniowce, palisandry, kauczukowce i puchowce. Na wysokości od 500 do 1000 m n.p.m. rosną równikowe lasy górskie z charakterystycznym drzewem chinowym, oraz z drzewiastą paprocią. Na wschodnich stokach Andów do wysokości około 3000 m n.p.m. rosną deszczowe lasy górskie zwane ceja de la selva lub lasami mglistymi. W lasach tych przeważają drzewa iglaste, występują także liściaste, oraz bambus. Powyżej granicy lasu i na rozległych płaskowyżach do wysokości (4500–4700 m n.p.m.) występują wysokogórskie formacje trawiaste zwane páramo. Obejmują one północną część Andów. Formacja roślinna zwana puna pokrywa tereny górskie na południu Peru.
Na wybrzeżu występuje roślinność pustynna, a na zachodnich stokach Andów (do wysokości 1 000–1500 m n.p.m.) występuje półpustynna formacja loma z dużym udziałem roślinności efemerycznej, pojawiającej się po sporadycznych opadach. Najwyższe partie zboczy pozbawione są prawie roślinności, występują tam jedynie mchy i porosty.

## Fauna
Świat zwierząt należy do większości krainy gujańsko-brazylijskiej, zaś fauna wysokogórska należy do krainy chilijsko-patagońskiej. Region Costa jest zamieszkiwany przez ptaki morskie, które żyją w koloniach. Charakterystycznymi gatunkami są kormorany peruwiańskie i pelikany amerykańskie. W górach Andów żyje kondor, zaś lasy równikowe Amazonia obfituje w wiele różnych gatunków ptaków, jak papugi, tukany czy kolibry.
Ze ssaków charakterystyczny zwierzęciem jest lama żyjąca w Andach, która jest wykorzystywana jako zwierzę juczne. Na wybrzeżu liczne są gady, zaś w lasach tropikalnych spotkać można rzadko występującego jaguara, oraz gryzonia – aguti i kapibarę. Liczne są owady, głównie mrówki, i jadowite pająki z rodziny ptaszników.
W Peru ochroną objęto 14,6% (2006) powierzchni kraju.